# Arquitectura carolíngia

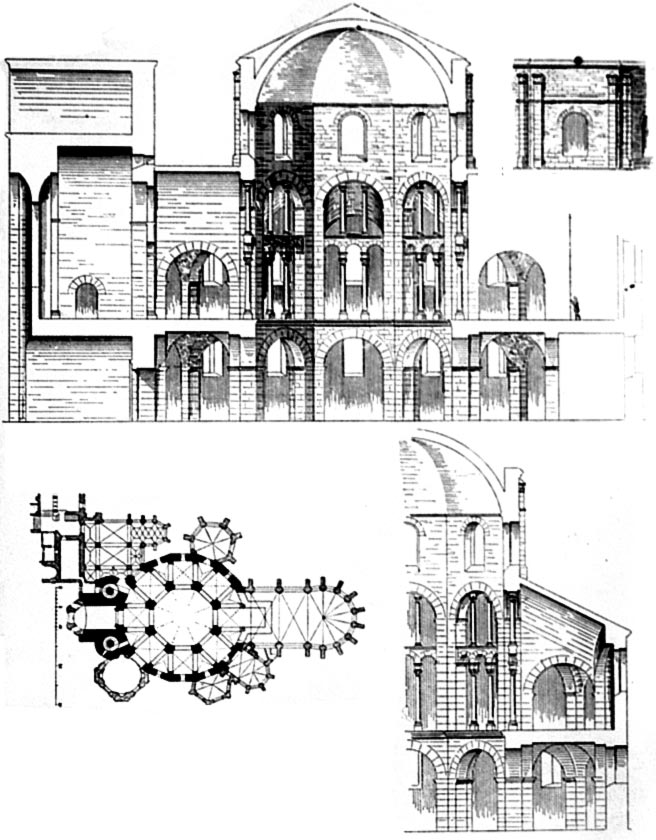
Esbossos de diferents parts de la volta palatina d'Aquisgrà, i un plànol de la planta.

Arquitectura carolíngia és la denominació historiogràfica d'una arquitectura desenvolupada durant l'Imperi Carolingi, l'època va ser iniciada per Carlemany (rei dels francs des de 768 i emperador d'Occident des del 800 al 814) i que va acabar amb la mort del seu fill Lluís I el Pietós (840).

## Desenvolupament
Una de les característiques principals va ser la gran fecunditat, es va proposar nous models adaptats a les noves polítiques i ritus eclesiàstics de l'edat mitjana. Durant aquesta època es van construir 27 catedrals, més de 400 edificis monàstics i un centenar de residències palatines, aquestes residències van ser utilitzades sobretot al començament del seu regnat per de l'emperador Carlomany en els seus nombrosos desplaçaments. El Palau d'Herstal havia estat el més utilitzat per Carlemany, fins que la necessitat de rivalitzar amb Roma o Constantinoble li va inspirar tenir un lloc fix per la seva residència i poder instal·lar la seva cort, així com totes les altres institucions que necessités, com ara la biblioteca, el tresor, l'administració de l'estat, o acadèmies. L'elecció d'Aquisgrà com lloc de residència fixa fou una conseqüència d'una mesurada reflexió per part de Carlemany, i es produí en un moment clau del seu regnat.
Més que un estil bé determinat va ser «un renaixement» o desig de restauració de l'arquitectura romana, igual que en altres arts, deguda a l'interès de Carlemany pel foment la cultura i l'art cristià, l'anomenat renaixement carolingi. El seu àmbit espacial va ser la major part de l'Europa Occidental -excepte les illes Britàniques i la península Ibèrica-, és a dir: França, Alemanya, Suïssa, Àustria, el Benelux i el nord d'Itàlia. Cronològica i estilísticament és una de les variants locals de l'art preromànic.

## Arquitectura religiosa

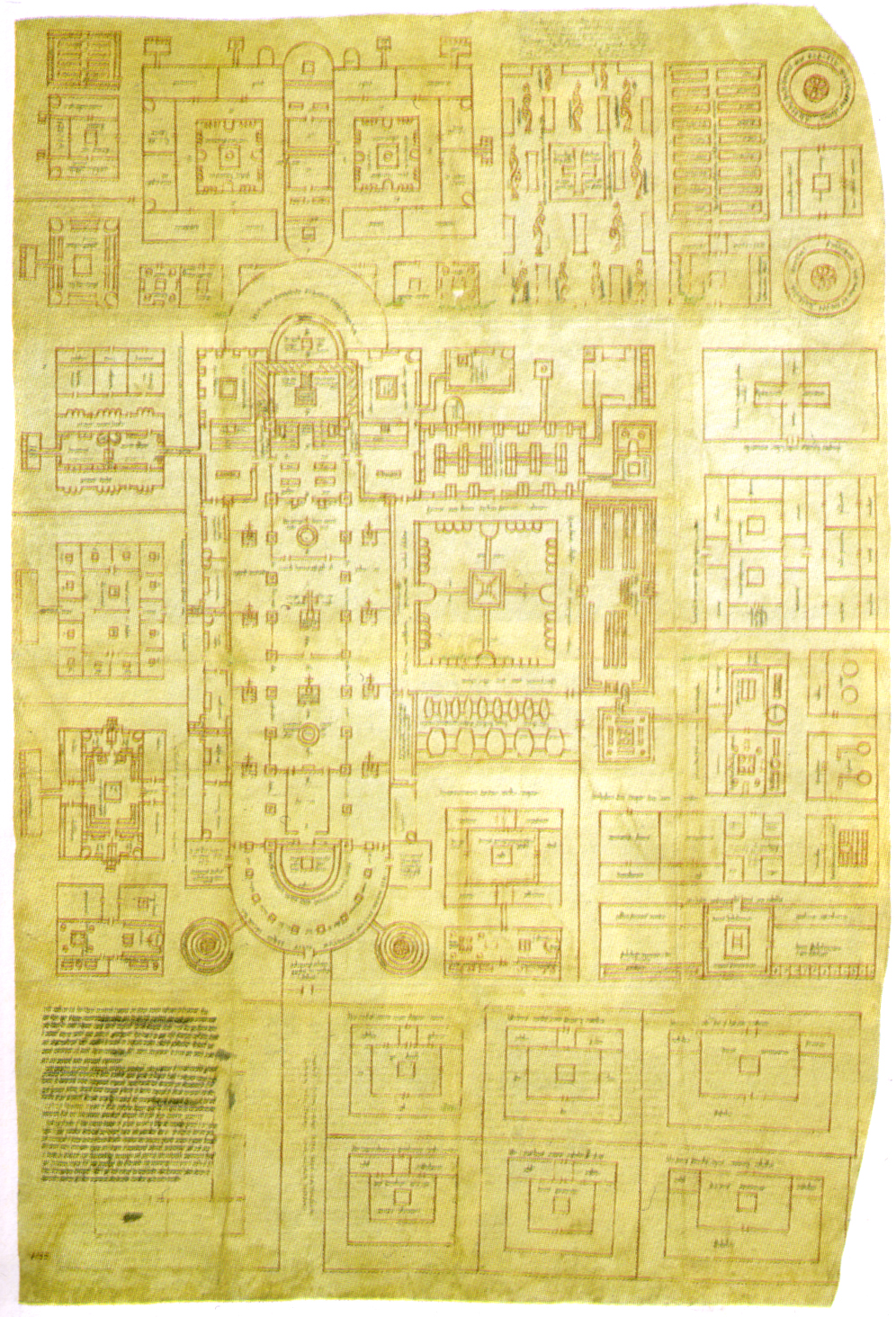
Plànol de Sankt Gallen (c.820)

Una de les causes per les quals Carlomany va escollir com a capital la ciutat d'Aquisgrà, va ser el gran nombre d'esglésies que tenia i que permetia seguir un tipus de litúrgia nomenada «estacional», en la que cada església era utilitzada pel bisbe en un moment determinat per a un ofici principal, com ja es feia a Roma o Jerusalem, per tant la litúrgia religiosa va ser un altre element que va unir l'art i la creació d'edificis entre l'Imperi Carolingi i Itàlia. Davant els escassos monuments carolingis originals conservats, els coneixements sobre l'arquitectura carolíngia es basen en documents indirectes, com ara descripcions textuals o dibuixos, i sobretot en dades arqueològiques procedents d'excavacions que han permès reconstruir la planta d'alguns edificis, com l'Abadia de Saint-Riquier, quan només es coneixia per dibuixos del segle xvii. Els edificis d'aquest monestir estaven distribuïts prop d'un claustre, al nord es trobava l'església abacial, a l'est l'església de sant Benet i l'edifici principal que constava de tres naus amb dos creuers i dues torres monumentals aixecades al centre de cada creuer dedicades al Salvador i a sant Riquier. L'abadia va viure el seu període de més gran esplendor durant el regnat de Carlemany, qui va finançar noves obres en ella que van culminar l'any 799. Aquestes van incloure com principal novetat una westwerk, paraula alemanya que s'utilitza per designar un tipus de façana monumental pròpia de l'època carolíngia.
Una important aportació de l'arquitectura carolíngia va ser el model de construcció dels monestirs benedictins que s'hi fixaria posteriorment en el monestir de Cluny; els precedents del qual van ser monestirs carolingis, com el de Corvey, el de Fulda 7 o el de Lorsch -del que solament es conserva el pòrtic-. De l'antiga Abadia de Sankt Gallen es conserva un rudimentari plànol de l'any 820, anomenat «utopia de Saint Gallen», que permet fer-se una idea de les seves formes i funcions. Al plànol es pot observar que l'església abacial ocupa quasi la meitat de l'espai total i està situada en la part central del conjunt d'edificis de que consta la ciutat-monestir, dormitori, cuines, refetor i una enfermeria junt amb el claustre i residències per als pelegrins i per a l'abat. Gràcies a les excavacions s'ha constatat la presència d'una cripta sota el presbiteri oriental.

## Principals obres
Les principals obres van ser degudes a Eudes de Metz: 
- Palau d'Aquisgrà la seva edificació va començar c. 790 i parcialment va estar acabat el 805, quan es va consagrar la capella pel papa Lleo III. No es conserva pràcticament més que la capella palatina, de planta centralitzada octogonal a l'interior, que a l'exterior es converteix en poligonal de setze costats, a la cúpula vuitavada de la qual s'adverteix la influència de Sant Vidal de Ravenna, encara que els capitells de les seves columnes són de tipus romà. La cort al costat del seu emperador, se situaven en un primer pis enfront de l'absis des d'on podien seguir les cerimònies religioses.[10] Les columnes, encara visibles avui en dia, foren arrancades d'edificis de les ciutats italianes de Ravenna i Roma per la seva reutilització a l'edifici, amb l'autorització del papa Adrià I.[11] Successives ampliacions, al llarg dels segles, a l'entorn de la capella originària configurarien l'actual catedral d'Aquisgrà.

- Oratori de Germigny-des-Prés, de planta també centralitzada basada en la creu grega al voltant d'un quadrilàter, té absis en ferradura, cúpula i arcs també en ferradura, el que pot entendre's com a influència de l'arquitectura hispano-visigòtica va ser un encàrrecdel bisbe Teodulf d'Orleans abat de l'Abadia de Saint-Benoît-sur-Loire i conseller teològic de Carlemany. A l'oratori es conserva l'únic mosaic carolingi de França.[12]

|  |  |